# Episodi de Il Clown (seconda stagione)
Gli episodi del telefilm sono andati in onda su Rai 2
| nº | Titolo originale          | Titolo italiano                | Prima TV Germania | Prima TV Italia |
| -- | ------------------------- | ------------------------------ | ----------------- | --------------- |
| 1  | Schöne Ferien (1 e 2)     | Il ritorno del clown (1 e 2)   |                   |                 |
| 2  | Schöne Ferien (1 e 2)     | Il ritorno del clown (1 e 2)   |                   |                 |
| 3  | Mayday                    | Mayday                         |                   |                 |
| 4  | Handyman                  | Morte per telefono             |                   |                 |
| 5  | Flash                     | La macchina assassina          |                   |                 |
| 6  | Der Rattenfänger          | Priorità assoluta              |                   |                 |
| 7  | Happy Birthday            | Buon compleanno                |                   |                 |
| 8  | Das Wunderkind            | Il bambino prodigio            |                   |                 |
| 9  | Vatertag                  | L'invasione degli ultracorpi   |                   |                 |
| 10 | Der Hofnarr               | Il buffone di corte            |                   |                 |
| 11 | In der Höhle des Löwen    | La principessa e il clown      |                   |                 |
| 12 | Hetzjagd                  | L'inseguimento                 |                   |                 |
| 13 | Knast                     | Doppio gioco                   |                   |                 |
| 14 | Aasgeier                  | Scoop pericoloso               |                   |                 |
| 15 | Kölsch Connection (1 e 2) | Una vecchia conoscenza (1 e 2) |                   |                 |
| 16 | Kölsch Connection (1 e 2) | Una vecchia conoscenza (1 e 2) |                   |                 |
| 17 | Rauchendes Colt           | Il microchip                   |                   |                 |
| 18 | Die Falle                 | La trappola                    |                   |                 |
| 19 | Unsichtbarer Feind        | Nemico invisibile              |                   |                 |
| 20 | 60 Minuten                | Sessanta minuti                |                   |                 |
| 21 | Vollnarkose               | Anestesia totale               |                   |                 |
| 22 | Schwesterherz             | La sorella                     |                   |                 |
| 23 | Schutzgeld                | L'antiquario                   |                   |                 |
| 24 | Lautloser Tod             | Gas mortale                    |                   |                 |
| 25 | Gedächtnisschwund         | Amnesia                        |                   |                 |
| 26 | Die Elster                | La gazza ladra                 |                   |                 |
| 27 | Stirb langsam             | Strage all'arena               |                   |                 |
| 28 | Unter Verdacht            | Pericolo per Claudia!          |                   |                 |